# Rhyncholagena levantina
Rhyncholagena levantina är en kräftdjursart som beskrevs av Por 1964. Rhyncholagena levantina ingår i släktet Rhyncholagena och familjen Diosaccidae. Inga underarter finns listade i Catalogue of Life.